# Мартінлааксо (станція)
60°16′41″ пн. ш. 24°51′09″ сх. д. / 60.278056° пн. ш. 24.8525° сх. д.
Мартінлааксо  (фін. Martinlaakson rautatieasema; швед. Mårtensdals järnvägsstation) — залізнична станція мережі приміських залізниць Гельсінкі, розташована у Вантаа, Фінляндія, приблизно за 14 км на північ від Гельсінкі-Центральний, між станціями Лоугела та Вантаанкоскі.
Пасажирообіг у 2019 склав 2,147,938 осіб

Відкрита 1 червня 1975 року

До відкриття станції Вантаанкоскі у 1991 році, Мартинлааксо був північною кінцевою станцією лінії М (звідси назва лінії).
Конструкція — наземна відкрита, з однією прямою острівною платформою. 

## Пересадки
- Автобуси:  335B, 421, 432, 435, 436/K, 510, 565, 566, 571, 572, 574, 575